# Elektra (gwiazda)
Elektra (17 Tauri) – gwiazda w gwiazdozbiorze Byka, trzecia (po Alkione i Atlasie) pod względem jasności gwiazda gromady otwartej Plejad. Znajduje się około 405 lat świetlnych od Słońca.

## Nazwa
Gwiazda ta nosi tradycyjną nazwę Elektra, wywodzącą się z mitologii greckiej. Nimfa Elektra była jedną z siedmiu Plejad. Grupa robocza Międzynarodowej Unii Astronomicznej do spraw uporządkowania nazewnictwa gwiazd zatwierdziła użycie nazwy Elektra dla określenia tej gwiazdy.

## Charakterystyka
Elektra to błękitny olbrzym, którego jasność naukowcy oceniają na około +3,7m, jest zaliczana do typu widmowego B6. Otacza ją, podobnie jak pozostałe Plejady, materia międzygwiazdowa tworząca słabą mgławicę refleksyjną. Gwiazda ma około 130 milionów lat, podobnie jak pozostałe w gromadzie. Prędkość obrotu tej gwiazdy wokół osi to około 215 km/s; tak szybki obrót powoduje odrzucenie części materii, tworząc dysk wokół gwiazdy, emitujący promieniowanie (stąd oznaczenie klasy widmowej IIIe).
Jest to gwiazda spektroskopowo podwójna. Elektra jest okresowo zasłaniana przez Księżyc, a czasem przez planety w naszym Układzie Słonecznym. Pozwoliło to potwierdzić, że towarzyszy jej mniejsza gwiazda, zapewne typu widmowego A. Składniki dzieli 0,8 au, okrążają wspólny środek masy co 100,46 doby.